# Municipio de Bowling
El municipio de Bowling (en inglés: Bowling Township) es un municipio ubicado en el condado de Rock Island en el estado estadounidense de Illinois. En el año 2010 tenía una población de 3414 habitantes y una densidad poblacional de 35,75 personas por km².

## Geografía
El municipio de Bowling se encuentra ubicado en las coordenadas 41°22′17″N 90°36′32″O / 41.37139, -90.60889. Según la Oficina del Censo de los Estados Unidos, el municipio tiene una superficie total de 95.51 km², de la cual 95.51 km² corresponden a tierra firme y (0%) 0 km² es agua.

## Demografía
Según el censo de 2010, había 3414 personas residiendo en el municipio de Bowling. La densidad de población era de 35,75 hab./km². De los 3414 habitantes, el municipio de Bowling estaba compuesto por el 96.95% blancos, el 0.88% eran afroamericanos, el 0.09% eran amerindios, el 0.09% eran asiáticos, el 0.15% eran isleños del Pacífico, el 0.38% eran de otras razas y el 1.46% pertenecían a dos o más razas. Del total de la población el 2.2% eran hispanos o latinos de cualquier raza.